# Aeschynanthus truncatus
Aeschynanthus truncatus är en tvåhjärtbladig växtart som först beskrevs av Adolph Daniel Edward Elmer, och fick sitt nu gällande namn av Rudolf Schlechter. Aeschynanthus truncatus ingår i släktet Aeschynanthus och familjen Gesneriaceae. Inga underarter finns listade i Catalogue of Life.